# Temples in Flames Tour
Temples in Flames Tour es una gira del músico estadounidense Bob Dylan. La gira incluyó un cartel compartido con el grupo Tom Petty & The Heartbreakers, e incluyó una etapa por Europa además de dos conciertos en Israel. Finalizó un mes después de su comienzo con cuatro conciertos en el Wembley Arena de Londres, Inglaterra.
Dicha gira supuso la última colaboración de Dylan con Tom Petty antes del comienzo del Never Ending Tour un año más tarde. No obstante, Dylan volvió a colaborar con Petty en el grupo Traveling Wilburys grabando dos discos y volvió a tocar con él en Holmdel (Nueva Jersey) durante dos conciertos en el verano de 2003. Fue también la última gira de Dylan en incluir un coro femenino.

## Banda
- Bob Dylan: voz y guitarra
- Tom Petty: guitarra
- Mike Campbell: guitarra
- Benmont Tench: teclados
- Howie Epstein: bajo
- Stan Lynch: batería
- Carolyn Dennis: coros
- Queen Esther Marrow: coros
- Madelyn Quebec: coros

## Conciertos
| Fecha                    | Ciudad     | País         | Escenario                        |
| ------------------------ | ---------- | ------------ | -------------------------------- |
| Oriente Próximo          |            |              |                                  |
| 5 de septiembre de 1987  | Tel Aviv   | Israel       | Yarkon Park                      |
| 7 de septiembre de 1987  | Jerusalén  | Israel       | Sultan's Pool                    |
| Europa                   |            |              |                                  |
| 10 de septiembre de 1987 | Basel      | Suiza        | St. Jakobshalle                  |
| 12 de septiembre de 1987 | Modena     | Italia       | Area Ex Autódromo                |
| 13 de septiembre de 1987 | Turín      | Italia       | Turin Palasport                  |
| 15 de septiembre de 1987 | Dortmund   | Alemania     | Westfalenhallen                  |
| 16 de septiembre de 1987 | Núremberg  | Alemania     | Frankenhalle                     |
| 17 de septiembre de 1987 | Berlín     | Alemania     | Treptow Arena                    |
| 19 de septiembre de 1987 | Róterdam   | Países Bajos | Sportpaleis Ahoy                 |
| 20 de septiembre de 1987 | Hannover   | Alemania     | Hannover Messehalle              |
| 21 de septiembre de 1987 | Copenhague | Dinamarca    | Valby-Hallen                     |
| 23 de septiembre de 1987 | Helsinki   | Finlandia    | Helsinki Jäähalli                |
| 25 de septiembre de 1987 | Gothenburg | Suecia       | Scandinavium                     |
| 26 de septiembre de 1987 | Estocolmo  | Suecia       | Johanneshovs Isstadion           |
| 28 de septiembre de 1987 | Frankfurt  | Alemania     | Festhalle Frankfurt              |
| 29 de septiembre de 1987 | Stuttgart  | Alemania     | Hanns-Martin-Schleyer-Halle      |
| 30 de septiembre de 1987 | Munich     | Alemania     | Olympiahalle                     |
| 1 de octubre de 1987     | Verona     | Italia       | Verona Arena                     |
| 3 de octubre de 1987     | Roma       | Italia       | Roma Palaeur                     |
| 4 de octubre de 1987     | Milán      | Italia       | Arena Civica di Milano           |
| 5 de octubre de 1987     | Locarno    | Suiza        | Piazza Grande                    |
| 7 de octubre de 1987     | París      | Francia      | Palais Omnisports de Paris-Bercy |
| 8 de octubre de 1987     | Bruselas   | Bélgica      | Forest National                  |
| 10 de octubre de 1987    | Birmingham | Inglaterra   | National Exhibition Centre       |
| 11 de octubre de 1987    | Birmingham | Inglaterra   | National Exhibition Centre       |
| 12 de octubre de 1987    | Birmingham | Inglaterra   | National Exhibition Centre       |
| 14 de octubre de 1987    | Londres    | Inglaterra   | Wembley Arena                    |
| 15 de octubre de 1987    | Londres    | Inglaterra   | Wembley Arena                    |
| 16 de octubre de 1987    | Londres    | Inglaterra   | Wembley Arena                    |
| 17 de octubre de 1987    | Londres    | Inglaterra   | Wembley Arena                    |